# إنزو زيدان
إنزو زيدان (بالفرنسية: Enzo Zidane)، (مواليد 24 مارس 1995)، هو لاعب كرة قدم فرنسي سابق. وهو الابن البكر للاعب والمدرب الفرنسي زين الدين زيدان، بدأ إنزو مع نادي ريال مدريد كاستيا.

## مسيرته الكروية

### ريال مدريد
انضم إنزو إلى أكاديمية شباب ريال مدريد في عام 2004. في 6 سبتمبر 2011، استدعاه جوزيه مورينيو إلى التدرب مع الفريق الأول للنادي.
في عام 2017، تم استدعائه لنهائي دوري أبطال أوروبا من قبل والده زيدان في المباراة التي توّج فيها ريال مدريد على حساب يوفنتوس.

### ديبورتيفو ألافيس
في 29 يونيو 2017، وقع إنزو مع نادي ديبورتيفو ألافيس قادماً من ريال مدريد بعقد مدته 3 سنوات، في صفقة لم يتم الكشف عن سعرها.

## مسيرته الدولية
إنزو مؤهل للعب مع منتخبي فرنسا أو إسبانيا، وكذلك الجزائر، حيث أصل أجداده من ناحية الأب.
لعب إنزو مباراة مع منتخب أسبانيا تحت 15 سنة في عام 2009. بعد ذلك تحوّل إلى الاتحاد الفرنسي لكرة القدم، ولعب مباراتين لمنتخب فرنسا تحت 19 سنة في عام 2014.

## إحصائيات
آخر تحديث 8 مارس 2017.
| النادي            | الموسم   | الدوري | الدوري | الكأس | الكأس | أوروبا | أوروبا | أخرى | أخرى | المجموع | المجموع |
| النادي            | الموسم   | لعب    | سجل    | لعب   | سجل   | لعب    | سجل    | لعب  | سجل  | لعب     | سجل     |
| ----------------- | -------- | ------ | ------ | ----- | ----- | ------ | ------ | ---- | ---- | ------- | ------- |
| ريال مدريد كاستيا | 2014–15  | 8      | 0      | —     | —     | —      | —      | —    | —    | 8       | 0       |
| ريال مدريد كاستيا | 2015–16  | 38     | 2      | —     | —     | —      | —      | —    | —    | 38      | 2       |
| ريال مدريد كاستيا | 2016–17  | 32     | 5      | —     | —     | —      | —      | —    | —    | 32      | 5       |
| ريال مدريد كاستيا | Total    | 72     | 7      | —     | —     | —      | —      | —    | —    | 72      | 7       |
| ريال مدريد        | 2016–17  | 0      | 0      | 1     | 1     | 0      | 0      | 0    | 0    | 1       | 1       |
| ديبورتيفو ألافيس  | 2017–18  | 2      | 0      | 0     | 0     | —      | —      | —    | —    | 2       | 0       |
| الإجمالي          | الإجمالي | 74     | 7      | 1     | 1     | 0      | 0      | 0    | 0    | 75      | 8       |

## روابط خارجية
- إنزو زيدان على موقع الاتحاد الأوربي (الإنجليزية)
- إنزو زيدان على موقع إي إس بي إن إف سي (الإنجليزية)
- إنزو زيدان على موقع قاعدة بيانات كرة القدم.إي يو (الإنجليزية)
- إنزو زيدان على موقع بيانات كرة القدم. دي إي (الألمانية)
- إنزو زيدان على موقع ليكيب (الفرنسية)
- إنزو زيدان على موقع Soccerbase.com (لاعب) (الإنجليزية)
- إنزو زيدان على موقع Soccerway.com (الإنجليزية)
- إنزو زيدان على موقع عالم كرة القدم.نت (الإنجليزية)
- إنزو زيدان على موقع AS.com (الإسبانية)